# Cheironitis irroratus
Cheironitis irroratus là một loài bọ cánh cứng trong họ Bọ hung (Scarabaeidae).